# Mestinje
Mestinje este o localitate din comuna Šmarje pri Jelšah, Slovenia, cu o populație de 301 locuitori.